# Smita Patil
Smita Patil (Marathi: स्मिता पाटील, Smitā Pāṭīl; * 17. Oktober 1955 in Pune; † 13. Dezember 1986 in Mumbai) war eine indische Filmschauspielerin. Sie gehört wie ihre Kollegen Naseeruddin Shah, Om Puri und Shabana Azmi zu den führenden Darstellern des dem Realismus verpflichteten Neuen Indischen Films der 1970er Jahre.

## Leben
Smita Patil wurde als Tochter eines Ministers der Regierung von Maharashtra geboren. Sie studierte Literatur an der Universität in Bombay und arbeitete nebenbei beim Fernsehen. 1974 hatte sie ihre erste Rolle in einem Spielfilm. Ihren Durchbruch hatte sie unter der Regie von Shyam Benegal. Der sozialkritische Film Manthan (1976) machte Smita Patil auch international bekannt. Ihre darstellerischen Leistungen in Bhumika (1976) mit Amol Palekar, Chakra (1980) und Mirch Masala (1986), beide mit Naseeruddin Shah, sind herausragend und bezeugen deutlich ihre führende Rolle im indischen Parallelkino.
Für Chakra erhielt sie 1981 ihren zweiten National Film Award als Beste Hauptdarstellerin und ebenfalls den Filmfare Award/Beste Hauptdarstellerin. Sie spielte eine Frau, die mit ihrem Sohn in ein Slumviertel in Mumbai ziehen muss, nachdem ihr Mann zum Tode verurteilt wurde. Das Leben dort ist von Gewalt, Kriminalität und Drogen geprägt. Einen Ausweg aus der Armut gibt es nicht, sie kommt am Ende selbst ins Gefängnis. Patil brach Konventionen des Indischen Films, indem sie eine offene Badeszene in Chakra, intensive Liebesszenen in Aakrosh - Schrei der Pein (1980) mit Om Puri und eine Kussszene in Arth (1982) mit Kulbhushan Kharbanda drehte.
Auch in der regionalen Filmproduktion war sie präsent; unter dem bengalischen Regisseur Mrinal Sen wurde sie populär in Akaler Sandhaney (1980) und sie arbeitete mit Satyajit Ray in dessen Fernsehfilm Sadgati (1981), in Ketan Mehtas hochgelobtem Regiedebüt Bhavni Bhavai (1980) hatte sie einen Auftritt im Gujarati-Film.
Patil trat auch in kommerziellen Unterhaltungsfilmen Bollywoods auf, so mit Amitabh Bachchan in Ramesh Sippys Shakti (1982). Sie wirkte in diesen jedoch regelrecht fehl am Platz, da dort schauspielerisch wenig zu tun ist. Mitte der 1980er Jahre trat sie mehrfach mit Rajesh Khanna auf.
Smita Patil – in ihren Rollen stets selbstbewusste Frauen spielend –  war in der indischen Frauenbewegung engagiert; sie leitete ein feministisches Frauenzentrum in Mumbai. Sie starb an Komplikationen kurz nach der Geburt ihres gemeinsamen Sohnes mit Raj Babbar.

## Filmografie
| - 1974: Mere Saath Chal - 1975: Charandas Chor - 1975: Nishant - 1975: Samna - 1976: Manthan - 1977: Die Schauspielerin (Bhumika) - 1977: Jait Re Jait - 1977: Saal Solvan Chadya - 1978: Anugraham - 1978: Die Zauberwurzel (Kondura) - 1978: Gaman - 1978: Sarvasakshi - 1980: Aakrosh – Schrei der Pein (Aakrosh) - 1980: Anveshane - 1980: Bhavni Bhavai - 1980: Die Wut des Albert Pinto (Albert Pinto Ko Gussa Kyoon Aata Hai) - 1980: The Naxalites - 1980: Die Suche nach der Hungersnot (Akaler Sandhaney) - 1981: Das Rad des Glücks (Chakra) - 1981: Sadgati - 1981: Tajurba - 1982: Arth - 1982: Badle Ki Aag - 1982: Bazaar - 1982: Bheegi Palkein - 1982: Dard Ka Rishta | - 1982: Dil-E-Nadaan - 1982: Namak Halaal - 1982: Shakti - 1982: Sitam - 1982: Umbartha - 1983: Ardh Satya - 1983: Chatpati - 1983: Ghungroo - 1983: Haadsaa - 1983: Mandi - 1983: Qayamat - 1984: Aaj Ki Awaz - 1984: Anand Aur Anand - 1984: Farishta - 1984: Giddh: The Vulture - 1984: Hum Do Hamare Do - 1984: Kanoon Meri Mutthi Mein - 1984: Kasam Paida Karne Wale Ki - 1984: Meraa Dost Meraa Dushman - 1984: Pet Pyaar Aur Paap - 1984: Raavan - 1984: Shapath - 1984: Sharaabi (Gastauftritt im Lied "Jahan Char Yaar Mil Jaye") - 1984: Tarang - 1985: Aakhir Kyon? - 1985: Chidambaram | - 1985: Debshishu - 1985: Ghulami - 1985: Jawaab - 1985: Meraa Ghar Mere Bachche - 1986: Aap Ke Saath - 1986: Amrit - 1986: Angaaray - 1986: Anokha Rishta - 1986: Dahleez - 1986: Dilwaala - 1986: Kaanch Ki Deewar - 1986: Teesra Kinara - 1987: Aaj - 1987: Ahsaan - 1987: Avam - 1987: Dance Dance - 1987: Insaniyat Ke Dushman - 1987: Das Gewürz (Mirch Masala) - 1987: Nazrana - 1987: Raahee - 1987: Sher Shivaji - 1987: Sutradhar - 1987: Thikana - 1988: Akarshan - 1988: Hum Farishte Nahin - 1988: Waaris - 1989: Galiyon Ka Badshah |